# 旋转转盘 (游乐场)

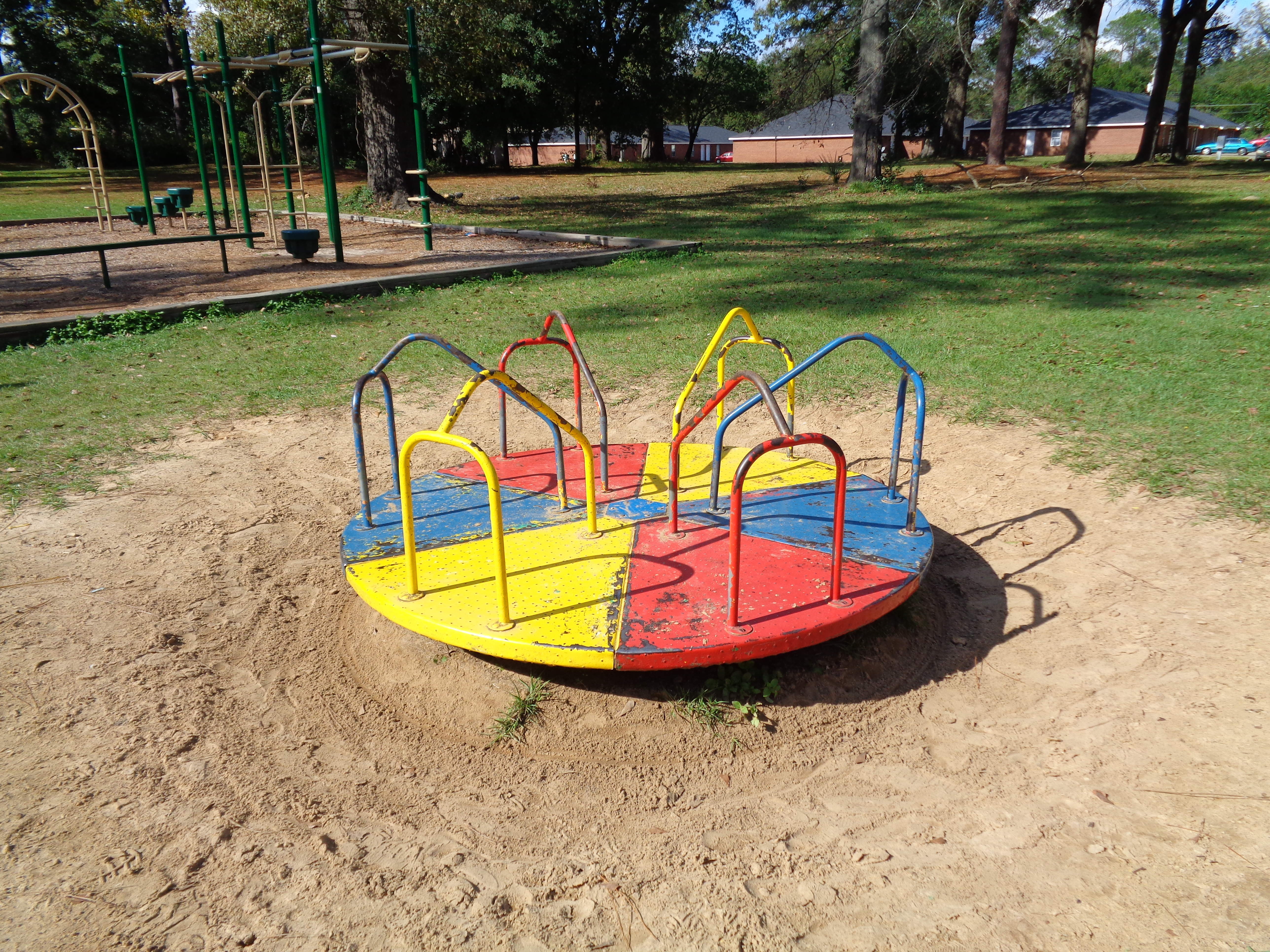
美國佐治亚州一公园里的旋转转盘

旋转转盘是遊樂場内的一种游乐设施，呈扁平圆盘状，直径通常长约2至3（6英尺7英寸至9英尺10英寸），旋转转盘上面有扶手。人們可以通過扶手轉動转盘。 